# Braunschweiger Baugenossenschaft
Die Braunschweiger Baugenossenschaft (BBG) ist eine Wohnungsbaugenossenschaft in Braunschweig, die am 4. Juni 1887 gegründet wurde und zu den ältesten ihrer Art in Deutschland zählt. Sie entstand in der Zeit der Industrialisierung, um für die in widrigen Wohnverhältnissen lebenden Arbeiterfamilien bessere und bezahlbare Wohnungen zu bauen.

## Gründung
Der der durch die Industrialisierung ausgelöste Zuzug von immer mehr Menschen in die Innenstadt führte schnell zu überfüllten Massenquartieren und Wohnungsnot. Insbesondere in den dicht besiedelten Stadtgebieten, beispielsweise an der Langen Straße oder dem Nickelnkulk wurden diese engen Verhältnisse beklagt. Neben der BBG gab es im Herzogtum Braunschweig noch den am  23. November 1895 in Wolfenbüttel gegründeten „Spar- und Bauverein“. Diese Situation führte dazu, dass sich 1887 einige Braunschweiger Privatleute und Unternehmer, wie Bankdirektor Alex Benndorf, die Kommerzienräte Max Jüdel, Theodor Litolff, Friedrich Wilhelm Schöttler und Direktor Franz Trinks entschlossen, die Braunschweiger Baugenossenschaft zu gründen, um auf diese Weise gesunden, zweckmäßigen und erschwinglichen Wohnraum für die Mitglieder zu verwirklichen. Max Jüdel wurde Gründungsvorsitzender und war von 1887 bis 1910 Mitglied des Aufsichtsrats.
Nachdem die ersten Mehrfamilienhäuser, genannt „Erwerbshäuser“, errichtet waren, sollten sie an wohlhabende Genossenschaftsmitglieder verkauft werden. Diese würden dann die Wohnungen zu günstigen Mieten an weniger wohlhabende Mitglieder vermieteten.

## Geschichte
In den Jahren 1896 und 1897 musste die BBG ihre Tätigkeit vorübergehend einstellen, weil sie Grundstücke erworben hatte, die von den städtischen Behörden anschließend nicht zur Bebauung freigegeben wurden und für den Erwerb anderer Baugrundstücke standen keine ausreichenden Mittel mehr zur Verfügung. Seit 1902 behielt die BBG das Eigentum an den Häusern und über den Zuspruch bei der Wohnungsvergabe entschied die Länge der Mitgliedschaft. Neue Wohnungen wurden insbesondere in den Industriegebieten im Norden und Westen der Stadt errichtet. Neben einem Strom- und Gasanschluss boten sie eine Ofenheizung, Boden- und Kellerräume, sowie teilweise Balkone und eine Toilette im Treppenhaus.
Im August 1904 hatte die Genossenschaft bereits 448 Mitglieder und die Anzahl der fertiggestellten Kleinwohnungen lag bei 250. In den ersten 24 Jahren wurden 87 Wohnhäuser mit 563 Wohnungen errichtet. Die Zahlen erhöhten sich bis zum Beginn des Ersten Weltkriegs 1914 auf rund 2000 Mitglieder und 100 Mehrfamilienhäuser.
Im Jahr 1927 umfasste der BBG-Bestand ein Fünftel aller in der Stadt Braunschweig gebauten Wohnungen. Mit einer eigenen Sparkasse (ab 1900) und eigenen Baubetrieben (ab 1909), konnte die BBG größere und besser ausgestattete Wohnungen als der damals geltende Standard bauen. Diese wurden zu stadtweit niedrigsten Mieten an die BBG-Mitglieder weitergegeben.
In der Zeit des Nationalsozialismus wurden die demokratisch legitimierten Organe der Genossenschaft (Vertreterversammlung, Aufsichtsrat und Vorstand) abgesetzt und durch  Nationalsozialisten ersetzt. Nach dem Zweiten Weltkrieg waren 988 Wohnungen und damit rund ein Fünftel des damaligen Bestands ganz oder teilweise zerstört.
1946 fanden erstmals wieder Wahlen zur Vertreterversammlung statt. Der kommissarisch eingesetzte Vorstand und Aufsichtsrat wurden demokratisch legitimiert. Mit Hilfe neuer Eigenbetriebe beteiligte sich die BBG am Wiederaufbau der zu 90 % zerstörten Innenstadt Braunschweigs.
In den Jahren des Aufschwungs von 1948 bis 1962 baute die Braunschweiger Baugenossenschaft 1894 Wohnungen und war 1963 mit 18.095 Mitgliedern die größte Genossenschaft in der Bundesrepublik.
In den 1970er Jahren wechselte der Fokus der BBG vom Neubau auf die Modernisierung des in die Jahre kommenden Wohnungsbestands. Ab Mitte der 1980er Jahre konzentrierte sich die BBG auch auf die Verbesserung des Wohnumfelds.
Heute umfasst der Bestand über 6600 Einheiten (Stand 2024), die Genossenschaft hat ca. 22.500 Mitglieder (Stand 2023).

## Sonstiges
Die BBG verfügt über eine eigene genossenschaftliche Spareinrichtung. Die Einlagen der Mitglieder werden reinvestiert.
Im Jahr 2022 gab die Genossenschaft bekannt, sich im Sinne des Klimaschutzes aus der Nutzung fossiler Brennstoffe zurückzuziehen und bis zum Jahr 2045 klimaneutral zu werden. Ein Großteil der Mittel für Investitionen in die Energieeffizienz der Gebäude stammen aus Nutzungsgebühren.

## Tochtergesellschaften
- Die BBG-Service GmbH ist seit 1998 für die Abrechnung der Heizungs-, Warmwasser- und Kaltwasserverbräuche sowie die Bereitstellung von Medien, Radio- und Fernsehprogrammen und Internet zuständig.
- Eine weitere Tochter, BBG Senioren-Residenzen GmbH, stellt seit 2004 den Betrieb der zwei genossenschaftlichen Seniorenresidenzen sicher, an einer weiteren ist sie beteiligt. Das Unternehmen baut außerdem die Sparten „Ambulante Pflege“ und „Essen auf Rädern“ auf.